# Pseudogriphoneura
Pseudogriphoneura är ett släkte av tvåvingar. Pseudogriphoneura ingår i familjen lövflugor.

## Dottertaxa tillPseudogriphoneura, i alfabetisk ordning[1]
- Pseudogriphoneura aliena
- Pseudogriphoneura altera
- Pseudogriphoneura anora
- Pseudogriphoneura aries
- Pseudogriphoneura aurescens
- Pseudogriphoneura bivittata
- Pseudogriphoneura celeste
- Pseudogriphoneura cinerella
- Pseudogriphoneura claripennis
- Pseudogriphoneura cormoptera
- Pseudogriphoneura diversa
- Pseudogriphoneura elegantula
- Pseudogriphoneura flavipennis
- Pseudogriphoneura hyalipennis
- Pseudogriphoneura lateralis
- Pseudogriphoneura lina
- Pseudogriphoneura ludens
- Pseudogriphoneura luteipennis
- Pseudogriphoneura lutzi
- Pseudogriphoneura melanoptera
- Pseudogriphoneura micans
- Pseudogriphoneura nigra
- Pseudogriphoneura nigripennis
- Pseudogriphoneura pallipes
- Pseudogriphoneura proana
- Pseudogriphoneura rana
- Pseudogriphoneura scutellata
- Pseudogriphoneura siesta
- Pseudogriphoneura testacea
- Pseudogriphoneura tristis
- Pseudogriphoneura variata
- Pseudogriphoneura willistoni
- Pseudogriphoneura viola
- Pseudogriphoneura vittifacies
- Pseudogriphoneura zeteki